# Мосоловы
Мосоловы (Масаловы, Мосаловы) — дворянский род.
В Гербовник внесены две фамилии: Мосоловых и Масаловых.
1. Мосоловы, по преданию, происходят от выехавшего (1340), при великом князе Василии Васильевиче из Золотой орды мурзы Ахмета, в крещении Мартемьяна. Его потомство внесено в VI часть родословных книг Нижегородской, Пензенской и Уфимской губерний (Герб. IV, 55). Другой род ведёт начало от Сидора Астафьевича Мосолова, городового дворянина Мещерской десятни (1580); этот род внесён в VI часть родословных книг Калужской[1], Рязанской и Тульской губерний.
2. Масаловы, потомство Перфилия Борисова сына Масалова, написанного по списку помещиков (1678). (Герб. VII, 127). По именному Высочайшему указу от 31 августа 1797 года, последовавшему на докладе Правительствующего Сената, род утверждён в дворянском достоинстве.

Родной брат Ахмета, который выехал вместе с ним - Мердулат Бий мурза Тарбеев, родоначальник рода Тарбеевы.
При подаче документов (1686) для внесения рода в Бархатную книгу, была предоставлена родословная роспись Мосоловых.

## Описание гербов

#### Герб Мосоловых 1785 г.
В Гербовнике Анисима Титовича Князева 1785 года имеется печать с гербом Алексея Андреевича Мосолова: в щите имеющем серебряное поле изображены: по середине, острием вправо, серый меч с золотым эфесом. В правом верхнем углу, золотой полумесяц рогами вверх, а в левом верхнем углу, золотая звезда. Внизу щита серая подкова, шипами вниз, имеющая в середине решётку. Под щитом, серая подкова шипами вверх. Щит увенчан коронованным дворянским шлемом. Нашлемник - рука в латах, держащая меч. Цветовая гамма намёта не определена. В намёте справа и слева от шлема по одной ветви.

#### Герб. Часть IV. № 55.
Щит, разделенный диагональною чертою, имеет два поля: голубое и красное, в коих изображены с правой стороны, в голубом поле, золотая восьмиугольная Звезда, а с левой на обеих полях золотой Полумесяц, рогами обращенный вверх. На средине щита горизонтально положена серебряная Сабля, а внизу в красном поле золотая Подкова, имеющая в средине Решетку.
Щит увенчан обыкновенным дворянским шлемом с дворянскою на нём короною, на поверхности которой видна видна выходящая Рука в Латах с Саблею. Намёт на щите голубого и красного цвета, подложенный золотом.

#### Герб. Часть VII. № 127.
В золотом поле перевязь красного и зелёного цвета.
На щите дворянский коронованный шлем. Нашлемник: три страусовых пера. Намёт на щите золотой, подложенный зелёным.

## Известные представители
- Мосолов Михаил (меньшого сын) — воевода в Печерниках (1647-1649).
- Мосолов Никита Микулич — воевода в Епифани (1646-1648).
- Мосолов Афанасий — воевода в Печерниках (1664-1665).
- Мосолов Терентий — воевода в Кашире в 1673 г.
- Мосоловы: Иван Лаврентьевич. Петр Ильич, Семен Иванович Степан Дмитриевич — московские дворяне (1680-1692).
- Мосоловы: Алексей Исаевич, Григорий Афанасьевич, Иван Семенович, Михаил Прокофьевич, Яков Степанович. Семен Иванович — стряпчие (1692).
- Мосолов Михаил Прокофьевич — стольник (1693)[6][7].
- Мосолов, Александр Александрович  (1854—1939) — генерал-лейтенант, дипломат, дворянин Рязанской губернии.
- Мосолов, Алексей Перфильевич (169? — 1755) — купец, заводчик;
- Мосолов, Алексей Иванович (1863—1943) — член Государственного совета, дворянин Тульской губернии;
- Мосолов, Фёдор Алексеевич — капитан 1-го ранга[8];
- Мосолов, Фёдор Иванович (1771—1844) — генерал-майор.